# سارة شاهي
آهو جهانسوزشاهي (من مواليد 10 يناير 1980)، المعروفة مهنيًا باسم سارة شاهي، هي ممثلة أمريكية. لعبت دور كارمن في دراما (كلمة إل) عام 2005، ودور كيت ريد في الدراما القانونية لشبكة الولايات المتحدة الأمريكية (قانوني بإنصاف) بين عامي 2011–2012، وشارك في مسلسل دراما الجريمة (شخص مثير للإهتمام) عامي 2012- 2016.

## روابط خارجية
- سارة شاهي على موقع IMDb (الإنجليزية)
- سارة شاهي على موقع روتن توميتوز (الإنجليزية)
- سارة شاهي على موقع ألو سيني (الفرنسية)
- سارة شاهي على موقع تيرنر كلاسيك موفيز (الإنجليزية)
- سارة شاهي على موقع أول موفي (الإنجليزية)
- سارة شاهي على موقع قاعدة بيانات الأفلام السويدية (السويدية)
- سارة شاهي على موقع إن إن دي بي (الإنجليزية)
- سارة شاهي على موقع قاعدة بيانات الفيلم (الإنجليزية)
- سارة شاهي على موقع كينوبويسك (الروسية)

## فيلموغرافيه
- 2000 : مدينة سبين العازبة
- 2000 : بوسطن العامة : لورا
- 2001 : الاسم المستعار : جيني
- 2003 : داوسون : سعدية شو
- 2004 : في حالات الطوارئ : تارا الملك، ابنة الذي يبيع المخدرات
- 2005 : مثل الكثير من الحب 7 : النجيم
- 2005 : خارق : كونستانس الويلزية
- 2005-2009 : كلمة L : كارمن دي لا بيكا موراليس
- 2006 : خلية نائمة : فرح
- 2007 : السوبرانو : سونيا أراغون
- 2007-2009 : الحياة : داني ريس
- 2010 : حق المرور : Pooneh Baraheri
- 2011 : مواجهة كيت : كيت ريد